# Anton Chkaplerov
Anton Nikolaïevitch Chkaplerov (en russe : Антон Николаевич Шкаплеров) est un cosmonaute russe né le 20 février 1972 à Sébastopol.

## Études et premières expériences professionnelles
De 1989 à 1992, il a étudié à l'École supérieure d'aviation militaire de Tchernihiv. En 1997, il obtient un diplôme de pilote-ingénieur-chercheur à l'Académie d'ingénierie de l'aviation militaire de Joukovski. En 2010, il obtient un diplôme de droit à l'Académie présidentielle russe de la fonction publique.
Instructeur-pilote sur L-39 et MiG-29, Anton Chkaplerov a été sélectionné cosmonaute en 2003 lors de la sélection TsPK 13. Son entraînement de base s'est terminé en 2005.

## Vols réalisés
- 14 novembre 2011 : à bord de Soyouz TMA-22, il rejoint la station spatiale internationale (ISS) et participe à l'Expédition 29 et à l'Expédition 30. Il retourne sur Terre le 27 avril 2012, à bord du vol Soyouz TMA-22. Il réalise une sortie extravéhiculaire (EVA) de 6h15 en compagnie d'Oleg Kononenko lors de cette mission.
- Il décolle le 23 novembre 2014 du cosmodrome de Baïkonour à bord de Soyouz TMA-15M avec Terry Virts, ancien pilote de la navette Endeavour lors de la mission STS-130, et Samantha Cristoforetti, première femme italienne à voyager dans l'espace. Il participe aux expéditions 42 et 43 de l'ISS. Le retour est prévu en mai 2015 après un séjour de 6 mois à bord de la station spatiale internationale. En raison de problème techniques liés à la perte d'un module Progress, son retour a finalement lieu le 12 juin 2015.
- Chkaplerov repart vers l'ISS le 17 décembre 2017 en tant que commandant du Soyouz MS-07[1]. Il participe aux expéditions 54 et 55 de la station, et commande cette seconde. Il effectue une EVA de 8 h 13 min avec Alexandre Missourkine, la plus longue sortie russe jamais effectuée[2]. Il est rentré dans les steppes kazakhes le 3 juin 2018[3] après 168 jours dans l'espace[4].
- Le 5 octobre 2021, il décolle du cosmodrome de Baïkonour en tant que commandant du Soyouz MS-19[5]. Il est accompagné d'une actrice, Ioulia Peressild, et d'un réalisateur, Klim Chipenko, qui tourneront un film dans l'ISS pendant quelques jours avant de retourner sur Terre à bord de Soyouz MS-18. En revanche, Chkaplerov participera aux expéditions 65 et 66 de longue durée.

## Galerie

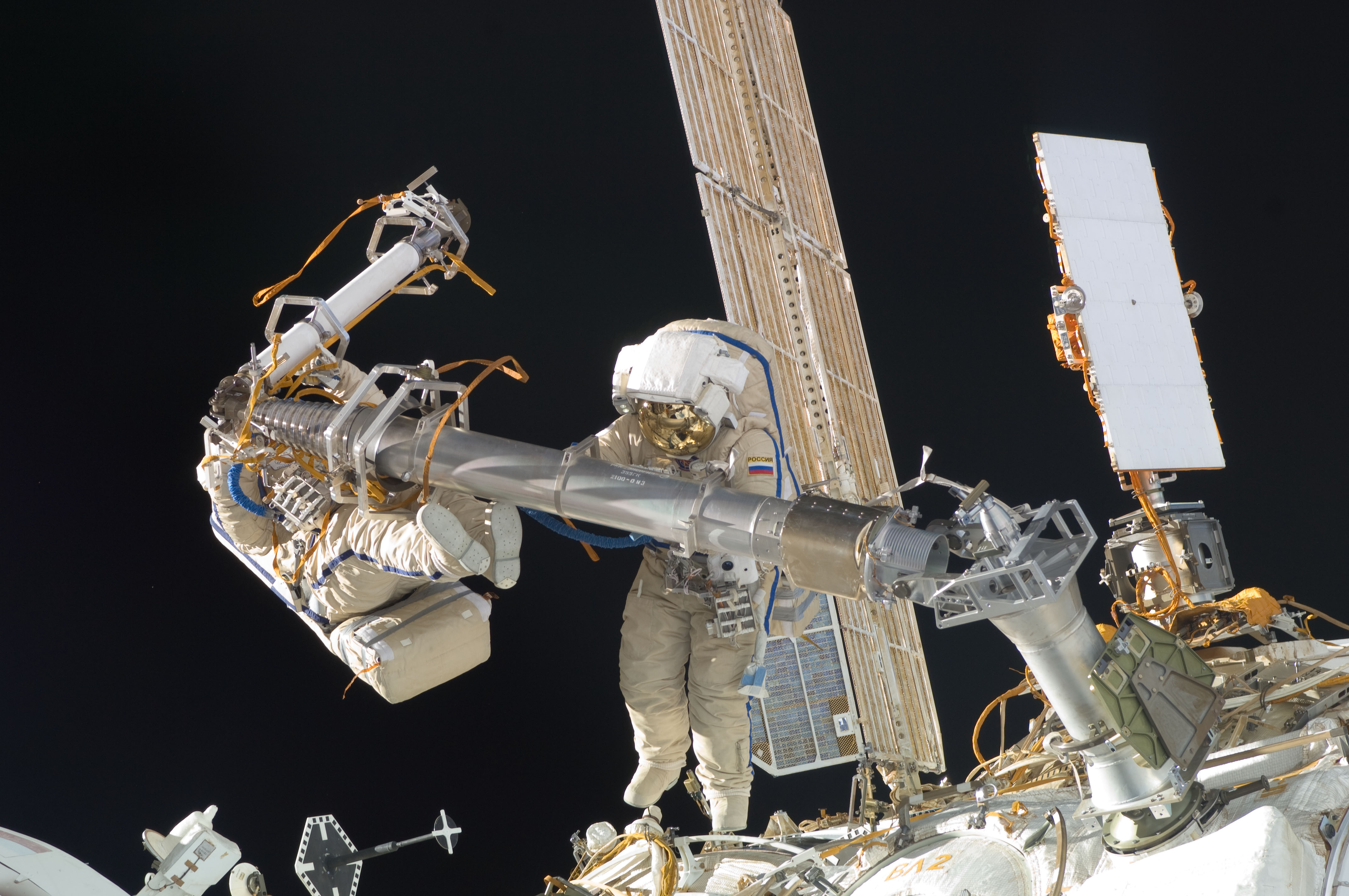
Anton Chkaplerov en sortie extravéhiculaire pendant l'expédition 30 en 2012 avec son collègue Oleg Kononenko.
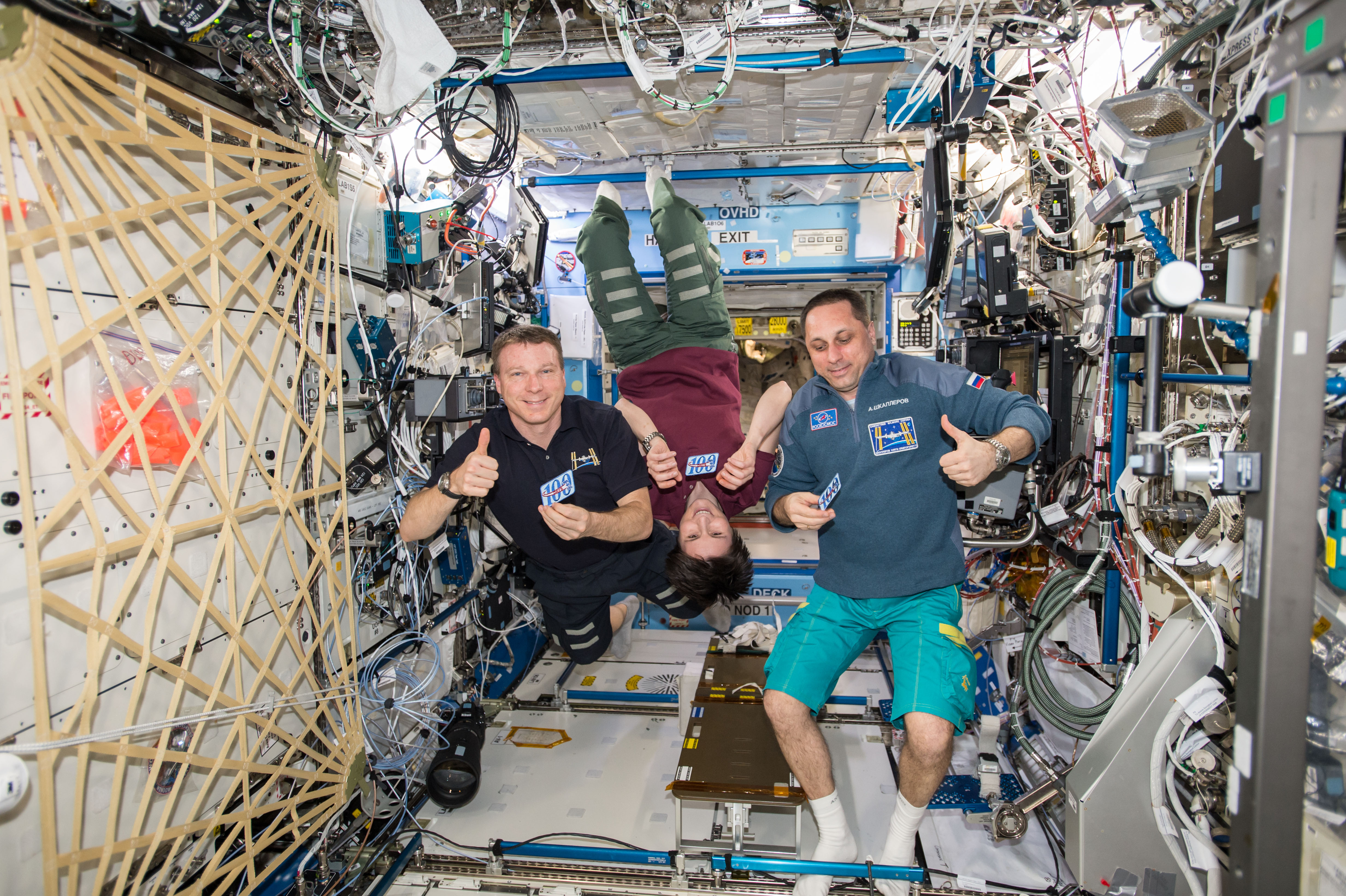
L'équipage du Soyouz TMA-15M dans l'ISS. Anton est à droite.
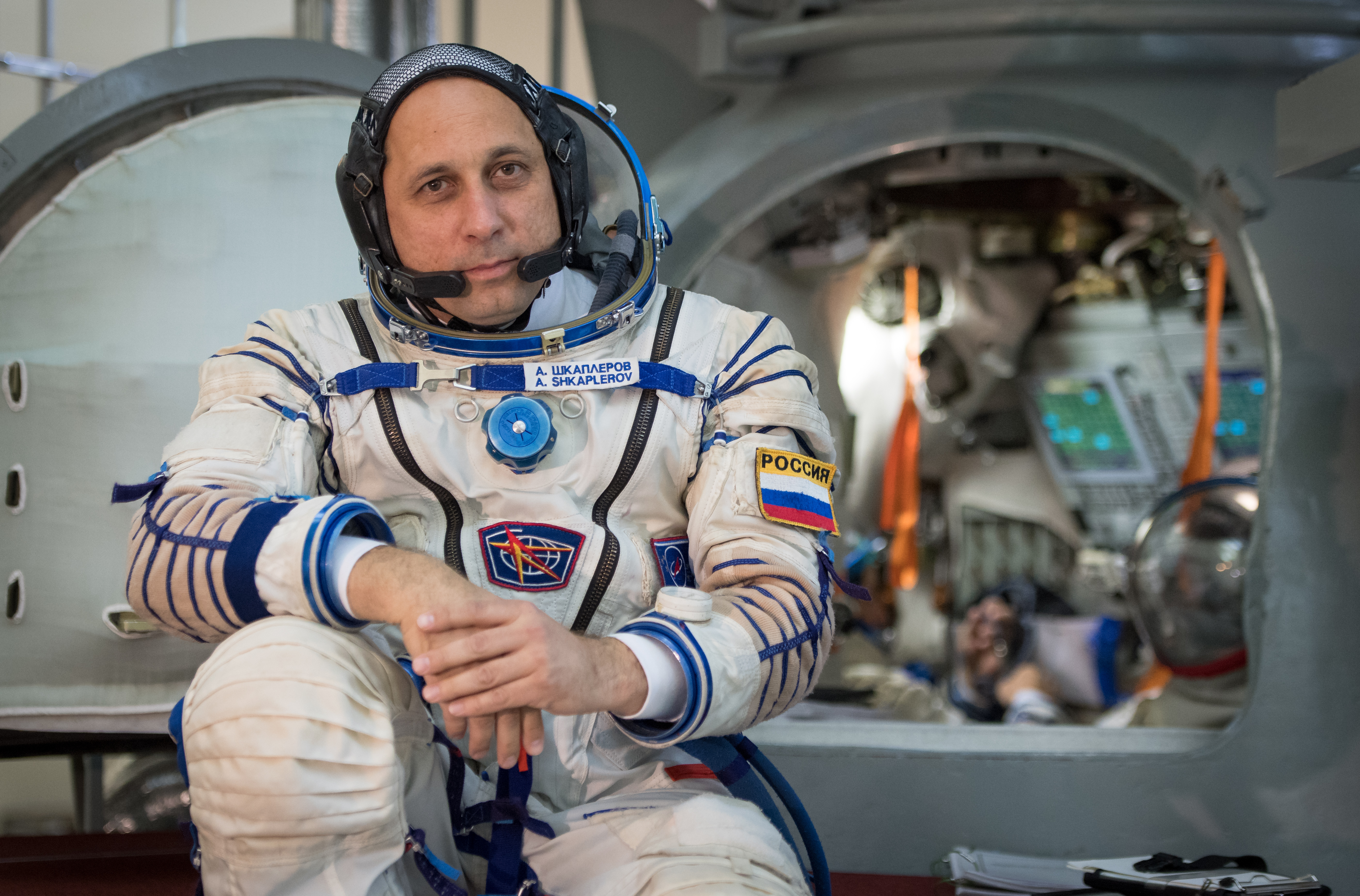
En août 2017 à la cité des étoiles en Russie, peu avant le décollage du Soyouz MS-05 pour lequel Chkaplerov était doublure.